# 連隊戦闘団
連隊戦闘団（英語: Regimental combat team, RCT）は、連隊を基幹として諸兵科連合化された戦闘団。

## アメリカ陸軍
アメリカ陸軍はもともと3単位制師団への移行には消極的だったものの、検討を重ねたのち、1930年代後半より移行に着手した。3単位制の歩兵師団では旅団にかわって連隊が師団内の主要な構成単位となったこともあり、容易に3個の歩兵連隊を基幹とした連隊戦闘団（RCT）に分割できるようになっていた。
もともと、第一次世界大戦でアメリカ外征軍（AEF）を率い、ヨーロッパでの3単位制師団の誕生・普及を目の当たりにしていたパーシング将軍は、職業軍人が比較的少なく軍需産業も弱体なために複雑な編成を導入し辛いというアメリカ軍特有の問題を考慮し、歩兵師団の編制・装備はできるだけ簡素にすべきであると考えていた。初級将校としてAEFの3単位制師団試案作成に携わり、後には第2歩兵師団の砲兵指揮官としてその試験を行い、更に陸軍地上軍 (AGF) 司令官としてその実現に携わったマクネア将軍もその信念を引き継いでいた。小銃小隊ではブローニング自動小銃、小銃中隊では60mm 迫撃砲が最大の装備であり、戦車や対空兵器の全てと対戦車兵器のほとんどが中央で保持されていた。特定の状況や任務でのみ必要とされるような専門単位部隊は師団ではなく軍団や野戦軍で管理するのが一貫した原則であった。
しかし第二次世界大戦でこれらのコンセプトが実践された結果、ごく限定的な成功しか収めないことが判明した。状況に応じて師団外の単位部隊を師団から師団へと移動させるという方法では、ある師団に配属されて共同作戦に馴染んでも、まもなく他の戦場に移動させられてしまうことが多く、混乱や非効率のもととなったのである。この教訓から配属関係はある程度恒久的に維持されるようになり、終戦までに、独立部隊としての連隊のほぼ全て、またそれ以外の歩兵連隊も大多数がRCTとして活動するようになっていた。これらのRCTは、少なくとも師団の衛生・工兵および野戦砲兵の一部の配属を受けているか直接支援を受け、また多くの場合は戦車駆逐車や戦車および自走式対空砲も有しており、実質的に小型師団としての機能を備えていた。
大戦後もRCTの制度は生き残り、一部のRCTは独自の肩パッチも制定した。その後、ペントミック改編に伴って連隊が戦闘単位としての機能を失ったことからRCTの制度も終了し、その代替として旅団が再創設された。これは、アメリカ陸軍史上として初の諸兵科連合・独立部隊としての旅団であった。

## 陸上自衛隊
警察予備隊では、同時期のアメリカ陸軍の3単位制歩兵師団に準拠した管区隊4個を基本作戦部隊としており、その基幹となる普通科連隊も、アメリカ陸軍の歩兵連隊に準じた編制を採用していた。隷下には戦車部隊（特車中隊）や工兵部隊（工作補給小隊）もいるほか、幕僚もおり、日本陸軍出身者からするとミニ師団というべき贅沢な編制であった。この編制は保安隊でも踏襲されたが、1954年（昭和29年）7月の陸上自衛隊への移行の際に、普通科連隊の第14中隊（特車中隊）の廃止や小銃中隊の火器小隊の迫撃砲小隊への改編、連隊本部中隊および管理中隊の圧縮などが行われた。
1957年（昭和32年）にはアメリカ軍のマニュアルの翻訳物にかわる自前の教範が登場し、この頃から、アメリカ軍に倣った連隊戦闘団としての訓練が行われるようになった。これは、管区隊の中の普通科連隊に、平素から特定した特車（戦車）中隊、軽砲大隊、施設中隊および所要の通信、補給など後方支援部隊を配属するというものであり、管区特車大隊の各中隊などは、平素から配属する普通科連隊が特定されていたことから、これとの協同訓練が重視された。
1961年（昭和36年）度からの13個師団体制への移行にあたり、普通科連隊の編制も大規模に改訂された。最大の変更点が大隊結節の消失で、連隊長が4個普通科中隊、本部管理中隊、重迫撃砲中隊を直轄する編制となった。この改編によって人員数はほぼ半減し、通信機能の強化もあって軽快な運用が可能となった一方、連隊単位での戦闘能力の低下には不満もあり、旧陸軍の軍人からは「増強歩兵大隊」とも揶揄された。しかしこの頃にはRCTとしての行動が一般化しており、RCTとしてであれば諸職種が揃って十分な戦闘能力を発揮できることもあって、時間が経つに連れて不満は薄れていった。